# Surplus: Terrorisme de consum
Surplus: Terrorized into Being Consumers (on surplus = excedent; titulada en castellà Surplus: Terrorismo de consumo) és un documental suec sobre el consumisme i la globalització, creada pel director Erik Gandini i l'editor Johan Söderberg. Observa els arguments del capitalisme i la tecnologia, com ara una major eficiència, disposar de més temps i haver de treballar menys, i mostra que aquests arguments no es compleixen ni es compliran. La pel·lícula es recolza en les explicacions de John Zerzan (ideòleg anarcoprimitivista), defensant una "vida senzilla i plena".